# ماریا خوزه آلونسو
ماریا خوزه آلونسو (انگلیسی: María José Alonso؛ زادهٔ ۲۲ دسامبر ۱۹۵۸) دانشمند در زمینه مهندسی پزشکی اهل اسپانیا است. وی در زمینۀ درمان‌های نوین سرطان و بیماری‌های پوستی فعالیت دارد و برای بیومتریال و نانوپزشکی نیز شناخته شده است.
ماریا خوزه آلونسو دارای مدرک کارشناسی ارشد در داروسازی (دانشگاه سانتیاگو) و دکتری در رشتۀ فناوری دارویی است.